# Lisbjerg Skole
Lisbjergskolen ligger i Lisbjerg nord for Aarhus. Den er den første opførte bygning (2008) i det, der med tiden vil vokse til en stor forstad nord for Aarhus.
Lisbjergskolen er den eneste i Aarhus Kommune der kører med niveaudelt undervisning i dansk og matematik på tværs af årgangene.[kilde mangler] Eleverne bliver bedømt på deres faglige niveau og - i samtykke med forældrene - placeret på hold der passer hertil. Skolen har kørt med dette i flere år.
56°13′7.06″N 10°9′28.57″Ø / 56.2186278°N 10.1579361°Ø
|  | Denne artikel om en bygning eller et bygningsværk kan blive bedre, hvis der indsættes et (bedre) billede. Du kan hjælpe ved at afsøge Wikimedia Commons for et passende billede eller lægge et op på Wikimedia Commons med en af de tilladte licenser og indsætte det i artiklen. |

| Skole | Spire Denne artikel om en skole, en uddannelsesinstitution eller uddannelse er en spire som bør udbygges. Du er velkommen til at hjælpe Wikipedia ved at udvide den. |